# Urucará
Urucará, amtlich Município de Urucará, ist eine brasilianische Gemeinde im Bundesstaat Amazonas in der Mesoregion Centro Amazonense (Zentral-Amazonien) in der Mikroregion Parintins. Nachbarstädte sind im Westen Presidente Figueiredo und São Sebastião do Uatumã, im Norden São João da Baliza (Roraima), im Osten Nhamundá, im Südwesten Silves und Itacoatiara, im Süden Urucurituba. Die Stadt ist von der Fläche her die 32. größte Brasiliens und größer als Hessen.

## Geografie

### Lage
Die Stadt liegt im äußersten Osten des Bundesstaates 281 km von der Hauptstadt Manaus entfernt am Rio Uatumã, etwa 27 km oberhalb dessen Mündung in den Amazonas. 

### Klima
In der Stadt herrscht Tropisches Klima (Monsun), nach der Effektive Klimaklassifikation von Köppen und Geiger Am. Die Jahresdurchschnittstemperatur liegt bei 27,4 °C. Jährlich fallen etwa 2089 mm Niederschlag. In den meisten Monaten des Jahres gibt es starke Niederschläge. Die Trockenzeit ist kurz.
|                       | Jan  | Feb  | Mär  | Apr  | Mai  | Jun  | Jul  | Aug  | Sep  | Okt  | Nov  | Dez  |   |      |
| Mittl. Tagesmax. (°C) | 30,5 | 30,6 | 30,6 | 30,9 | 31,1 | 31,4 | 32,2 | 32,9 | 33,3 | 33,0 | 32,0 | 31,7 | ⌀ | 31,7 |
| Mittl. Tagesmin. (°C) | 23,1 | 23,4 | 23,3 | 23,5 | 23,1 | 22,8 | 22,9 | 23,3 | 23,5 | 23,3 | 23,2 | 23,0 | ⌀ | 23,2 |
|                       |      |      |      |      |      |      |      |      |      |      |      |      |   |      |
| Niederschlag (mm)     | 285  | 283  | 310  | 279  | 207  | 112  | 100  | 79   | 50   | 90   | 100  | 185  | Σ | 2080 |

| 23,1 |

| 23,4 |

| 23,3 |

| 23,5 |

| 23,1 |

| 22,8 |

| 22,9 |

| 23,3 |

| 23,5 |

| 23,3 |

| 23,2 |

| 23,0 |

| 23,1 |

| 23,4 |

| 23,3 |

| 23,5 |

| 23,1 |

| 22,8 |

| 22,9 |

| 23,3 |

| 23,5 |

| 23,3 |

| 23,2 |

| 23,0 |

| N i e d e r s c h l a g | 285 | 283 | 310 | 279 | 207 | 112 | 100 | 79  | 50  | 90  | 100 | 185 |
|                         | Jan | Feb | Mär | Apr | Mai | Jun | Jul | Aug | Sep | Okt | Nov | Dez |

## Wirtschaft
Maniok, Kakao, Passionsfrucht, Bananen, Guaraná, Mais und Bohnen sind die wichtigsten landwirtschaftlichen Produkte. Rinder und Schweine werden für den lokalen Verbrauch gezüchtet.
Die Gegend um Urucará ist reich an Bodenschätzen: Zinn, Kryolith, Niob, Tantal, Bauxit, Thorium, Uran, Xenotim, Kalkstein (wird in der Jatapu-Mine abgebaut), Gips und Eisen.

## BIP pro Kopf und HDI
Das Bruttoinlandsprodukt pro Kopf lag 2011 bei 7391 Real, der Index der menschlichen Entwicklung (HDI) bei 0,620.